# Уолтерс, Перси
Пе́рси Ме́лмот Уо́лтерс (англ. Percy Melmoth Walters; 30 сентября 1863 — 6 октября 1936) — английский футболист, защитник. Наиболее известен по выступлениям за клубы «Коринтиан» и «Олд Картузианс», а также за национальную сборную Англии.
Он и его младший брат Артур Мелмот Уолтерс получили прозвища «утро» и «полдень» в соответствии со своими инициалами (Артур Мелмот — A.M., Перси Мелморт — P.M.). Братья считались лучшими защитниками в Англии в 1880-е — начале 1890-х годов; согласно Филипу Гиббонсу, такую высокую оценку они заслужили благодаря их собственной оборонительной системе, основанной на «комбинационной игре» (игре в пас), которую ранее использовал клуб «Ройал Энджинирс».

## Образование
Перси родился в Юэлле (графство Суррей) в семье солиситора Уильяма Мелмота Уолтерса. Окончил школу Уиндлшем (англ. Windlesham House School), а затем Чартерхаус. Затем окончил Ориел-колледж в Оксфорде, сыграв за университетскую футбольную команду «Оксфорд Юниверсити» в 1885 году.

## Футбольная карьера

### Клубная карьера
После окончания Оксфордского университета Перси перешёл в любительский клуб «Коринтиан», за который уже выступал его младший брат Артур. Вместе с командой отправился в «восточный тур», сыграв пять матчей в течение шести дней, включая матч против клуба «Престон Норт Энд» 6 апреля 1885 года (в той игре Перси сыграл в роли правого защитника, а его брат Артур был левым защитником). Матч был одним из многих, в которых два брата Уолтерс выступали вместе в линии защиты. В декабре 1885 года «Кортинтиан» со счётом 6:0 разгромил «Блэкберн Роверс», действующего обладателя Кубка Англии. В марте 1886 года «Коринтиан» разгромил «Ноттс Каунти» со счётом 7:0 (в той игре Невилл Кобболд забил четыре гола).
8 ноября 1890 года братья Уолтерс в последний раз сыграли вместе за «Коринтиан»: это был матч против клуба «Шеффилд», который завершился победой со счётом 8:0; Перси забил в той игре один гол, а Эйч Эм Уолтерс (третий младший брат Уолтерс) сделал хет-трик. Вскоре после той игры Эйч Эм Уолтерс умер вследствие травмы, полученной в футбольном матче, и по просьбе родителей Перси и Артур объявили о завершении футбольной карьеры.
После ухода братьев Уолтерс из «Коринтиана» результаты выступлений команды резко ухудшились: братьев были «чрезвычайно сложно заменить, и „Коринтиан“ смог одержать победу лишь в шести из следующих девятнадцати игр».
Спустя полтора года после «завершения футбольной карьеры» братья Уолтерс всё же вернулись к игре. В апреле 1892 года они приняли участие в междисциплинарном турнире за команду «Коринтиан» против регбийного клуба «Барбарианс». «Коринтиан» выиграл футбольный матч со счётом 6:0 (хотя Перси не сыграл в нём), хет-трик в той игре сделал Тинзли Линдли. В регбийном матче «Коринтиан» также одержал победу со счётом 16:13. Затем состоялся турнир по лёгкой атлетике, победу в котором одержал Чарльз Берджесс Фрай (занявший первое место в прыжке в длину и прыжке в высоту). Последним состязанием стал крикетный матч, в котором Перси сыграл за команду «Коринтиан» с Фраем, Линдли и Чарльзом Рефордом-Брауном.
Всего за «Коринтиан» Уолтерс провёл 54 матча и забил 1 гол.
С 1885 года Уолтерс также выступал за клуб Чартерхауса «Олд Картузианс» (параллельно с выступлениями за «Коринтиан»). В 1895 году он помог команде дойти до финала Любительского кубка Англии.
В течение футбольной карьеры также играл за клубы «Ист Шин» и «Эпсом».
Был членом комитета Футбольной ассоциации в 1886 году и вице-президентом ФА с 1891 по 1892 год.

### Карьера в сборной
28 февраля 1885 года Перси дебютировал за сборную Англии в матче против сборной Ирландии (в той же игре за Англию дебютировал и его брат Артур); англичане одержали в матче победу со счётом 4:0.
13 марта 1886 года впервые вывел сборную Англии в качестве капитана в матче против Ирландии ввиду отсутствия основного капитана сборной Нормана Бейли. Англия «полностью доминировала над ирландцами», одержав в той игре победу со счётом 6:1.
17 марта 1888 года Перси помог англичанам одержать первую победу над шотландцами с 1879 года. В «блестящей демонстрации атакующего футбола» Англия разгромила Шотландию со счётом 5:0.
Всего Перси Уолтерс провёл за сборную Англии 13 матчей, 4 из них — в качестве капитана.

#### Список матчей за сборную
| №  | Дата            | Стадион                          | Соперник  | Результат | Турнир                  |
| -- | --------------- | -------------------------------- | --------- | --------- | ----------------------- |
| 1  | 28 февраля 1885 | «Уолли Рейндж», Манчестер        | Ирландия  | 4:0       | Домашний чемпионат 1885 |
| 2  | 21 марта 1885   | «Кеннингтон Оувал», Лондон       | Шотландия | 1:1       | Домашний чемпионат 1885 |
| 3  | 13 марта 1885   | «Баллинафей Парк», Белфаст       | Ирландия  | 6:1       | Домашний чемпионат 1886 |
| 4  | 27 марта 1886   | «Хэмпден Парк», Глазго           | Шотландия | 1:1       | Домашний чемпионат 1886 |
| 5  | 29 марта 1886   | «Рейскорс Граунд», Рексем        | Уэльс     | 3:1       | Домашний чемпионат 1886 |
| 6  | 26 февраля 1887 | «Кеннингтон Оувал», Лондон       | Уэльс     | 4:0       | Домашний чемпионат 1887 |
| 7  | 19 марта 1887   | «Лемингтон Роуд», Блэкберн       | Шотландия | 2:3       | Домашний чемпионат 1887 |
| 8  | 17 марта 1888   | «Хэмпден Парк», Глазго           | Шотландия | 5:0       | Домашний чемпионат 1888 |
| 9  | 7 апреля 1888   | «Баллинафей Парк», Белфаст       | Ирландия  | 5:1       | Домашний чемпионат 1888 |
| 10 | 23 февраля 1889 | «Виктория Граунд», Сток-он-Трент | Уэльс     | 4:1       | Домашний чемпионат 1889 |
| 11 | 13 апреля 1889  | «Кеннингтон Оувал», Лондон       | Шотландия | 2:3       | Домашний чемпионат 1889 |
| 12 | 15 марта 1890   | «Рейскорс Граунд», Уэльс         | Уэльс     | 3:1       | Домашний чемпионат 1890 |
| 13 | 5 апреля 1890   | «Хэмпден Парк», Глазго           | Шотландия | 1:1       | Домашний чемпионат 1890 |

Итого: 13 матчей / 0 голов; 8 побед, 3 ничьи, 2 поражения.

## Вне футбола
Во время учёбы в Оксфорде провёл одну игру за крикетную команду университета в мае 1885 года.
Уолтерс был барристером и работал по профессии с 1888 года. Также служил в армии в качестве добровольца и был назначен лейтенантом в 3-й Суррейский стрелковый добровольческий корпус в июне 1886 года. Во время Первой мировой войны был вторым лейтенантом (исполняющим обязанности капитана) в полку судебных иннов.

## Достижения
«Олд Картузианс»
- Финалист Любительского кубка Англии[англ.]: 1895

Сборная Англии
- Победитель Домашнего чемпионата (3): 1885/86 (разделённая победа), 1887/88, 1889/90 (разделённая победа)